# Corinne Drewery
Corinne Drewery (Nottingham, 21 de septiembre de 1959) es una cantante británica, vocalista de grupo Swing Out Sister.

## Primeros años
Corinne creció en Nottingham y el pueblo Lincolnshire de Authorpe y fue a la Escuela Primaria del sur de Reston, luego Monks Dyke High School y King Edward Grammar School VI en las cercanías de Louth entonces Lincoln College. Ella se crio con las normas de pop clásico, ya que su padre tocaba en una banda que fue un apoyo regular a grandes estrellas como Tom Jones y Sandie Shaw. Fue fuertemente influenciada por Northern soul, visitando sus presentaciones en Winter Gardens en Cleethorpes, y se refirió a las pistas de Northern soul durante una extensa entrevista en la BBC Radio Nottingham. Su madre se ocupa de Authorpe Cuidado Hedgehog.

## Música
Drewery se trasladó a Londres en 1976 para estudiar moda en el Central Saint Martins College de Arte y Diseño y, finalmente, se convirtió en una diseñadora de moda. Pero ella también cantó por cortos períodos, con bandas como Working Week.
En 1984 se reunió por primera vez con Andy Connell y Martin Jackson y juntos formaron Swing Out Sister. Además de cantar la voz principal en la banda, es letrista de la banda, y participa en la composición de las canciones junto con su compañero musical Connell. El álbum más reciente del grupo, Beautiful Mess, fue lanzado en el Reino Unido y Japón en 2008 y en los EE. UU. en 2009.